# Øverlandliederen
De Øverlandliederen op 128 is een compositie van Christian Sinding. Sinding zette muziek onder een aantal gedichten van Arnulf Øverland. Sinding was toen al een oude man, die zich wendde tot een moderne dichter als Øverland, een generatie jonger dan Sinding. De liederen zijn zelfs binnen het vrijwel onbekende oeuvre van Sinding nog obscuurder dan de rest. In de lijst inzichtelijke uitgaven op IMSLP ontbreekt dit werk (gegevens maart 2013). De liederen zijn gecomponeerd in Grotten, een door de Noorse autoriteiten beschikbaar gesteld gebouw aan kunstenaars. Sinding verbleef er van 1924 tot zijn dood in 1941; zijn opvolger daar was Øverland.
De vier liederen zijn:
1. Der flakker sa rode stjerner (De sterren schijnen zo rood)
2. Et seil glit bort i kveldens blå (Een zeilboot glijdt in het blauw voorbij)
3. Den sorte vin (donkere wijn)
4. Barcarole

De vier liederen zijn verspreid over twee compact discs verkrijgbaar. Liederen 1, 3 en 4 zijn verkrijgbaar op Naxos. Liederen 2 en 4 zijn verschenen op een Simax-uitgave.